# Clé de licence en volume
Pour les articles homonymes, voir VLK.

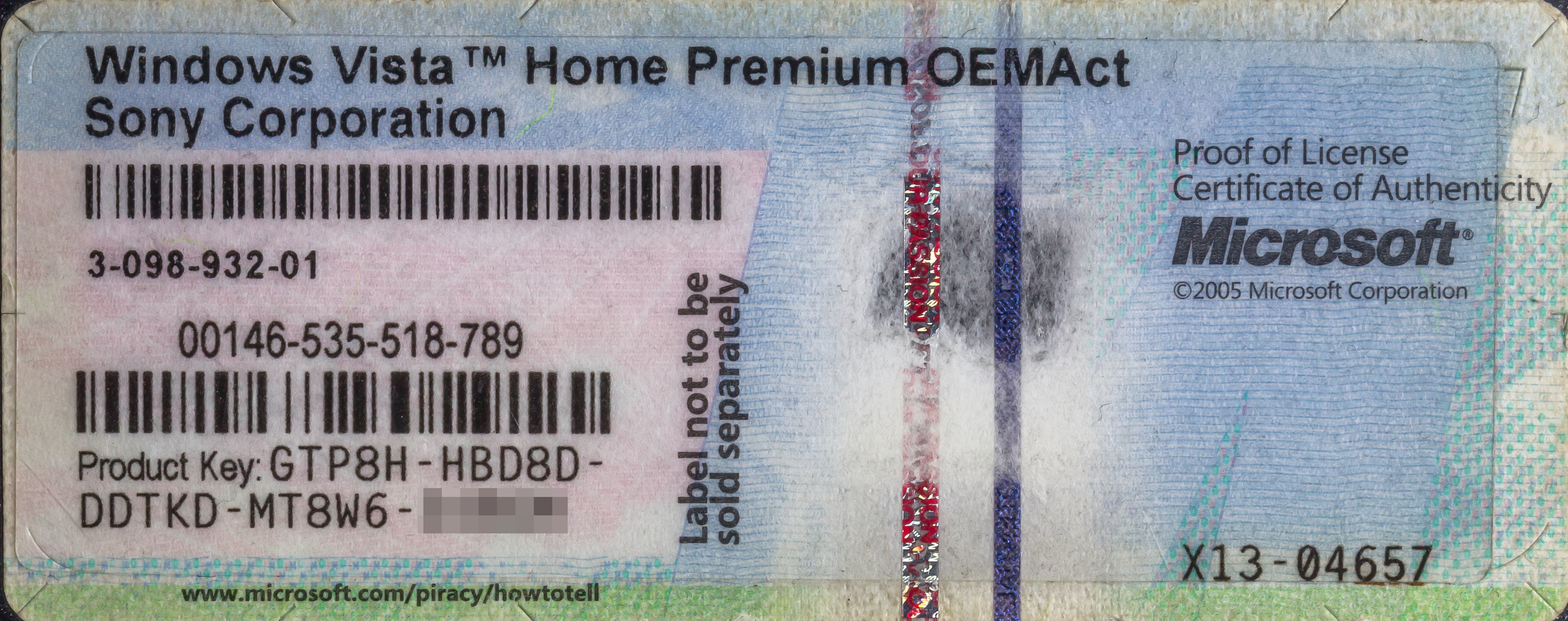
Clé de licence sur un certificat d'authenticité pour Windows Vista

Dans les licences de logiciel, une clé de licence en volume (en anglais, volume license key ou VLK) est une clé de produit utilisée lors de l'installation d'un logiciel sous licence en volume, ce qui permet d'utiliser une seule clé de produit pour plusieurs installations.
Cette forme de licence s'applique généralement aux entreprises, aux gouvernements et aux établissements d'enseignement, les prix des licences en volume varient en fonction du type, de la quantité et du terme d'abonnement applicable. Par exemple, les logiciels Microsoft disponibles dans le cadre des programmes de licences en volume comprennent Windows XP, Windows Vista, Windows 7 Enterprise, Windows 8 Enterprise, Windows Server 2008, Microsoft Office 2007 et bien d'autres.

## Transférabilité
Les licences en volume ne sont pas toujours transférables. Cependant, certains types de licence en volume Microsoft peuvent être transférés à condition qu'un processus de transfert formel soit effectué, ce qui permet à Microsoft d'enregistrer le nouveau propriétaire. Un très petit nombre de fournisseurs de logiciels se spécialisent dans le courtage de ces transferts. La plus connue, Discount-Licensing, a été le pionnier de la revente de licences en volume de Microsoft.

## Clés d'activations multiples et serveurs de gestion de clés
À partir de Windows Vista, Microsoft a remplacé les clés de licence en volume par des clés d'activations multiples (en anglais, Multiple Activation Keys ou MAK) et des serveurs de gestion de clés (en anglais, Key Management Server (en) ou KMS). Les logiciels activés via un serveur de gestion de clés doivent faire rapport à ce serveur une fois tous les 180 jours,.

### Utilisation de la zone de données spécialiséeACPI_SLIC
Les données de licence de Windows sont stockées dans le BIOS de l'ordinateur dans une zone de données ACPI (Advanced Configuration and Power Interface) dédiée appelée SLIC (pour Software LICensing description table), de sorte que le serveur de gestion de clés peut détecter l'autorisation d'utilisation du produit Microsoft, même si le périphérique de stockage de l'ordinateur a été supprimé ou effacé.
La validation de la licence sera refusée par le serveur de gestion de clés si les entrées de licences n'existent pas ou sont corrompues dans cette zone de données. La validation peut également être refusée si une licence Windows valide a été précédemment installée, mais que le fabricant de la carte mère n'a pas correctement activé la zone ACPI_SLIC dans le BIOS.
Dans le cas où le serveur de gestion de clés rejette un ordinateur en raison de problèmes avec cette zone, la seule façon d'appliquer une clé de licence en volume est avec une clé d'activations multiples. Les problèmes avec la zone ACPI_SLIC peuvent être diagnostiqués avec l'outil Microsoft MGADiag.

## Utilisation non autorisée
Microsoft a bloqué plusieurs clés de licence en volume qui ont été abusées à partir de Windows XP Service Pack 1. Microsoft a même développé un nouveau moteur de vérification de clé pour Windows XP Service Pack 2 qui pouvait détecter plus efficacement des clés illicites.
Plusieurs consultants en sécurité ont condamné ces actions de Microsoft, disant que laisser des failles de sécurité dans un grand nombre d'ordinateurs était irresponsable, car ces ordinateurs pouvaient être exploités dans des attaques Internet à grande échelle, comme des chevaux de Troie utilisés pour envoyer des courriers indésirables. Par contre, d'autres experts ont défendu Microsoft, arguant que Microsoft n'était pas obligée de soutenir des utilisateurs illégaux. Après de nombreuses protestations publiques, Microsoft a décidé de désactiver son nouveau moteur de vérification des clés. Par la suite, le Service Pack 2 vérifiait uniquement la même petite liste de clés illégales que le Service Pack 1.

### Clés publiées illégalement
Une clé de licence en volume qui était couramment utilisée pour contourner l'activation de Windows dans les premières versions du système d'exploitation Windows XP était FCKGW-RHQQ2-YXRKT-8TG6W-2B7Q8.
Cette clé faisait partie de la première version warez de Windows XP publiée par un groupe appelé devils0wn, 35 jours avant la sortie officielle au détail de Windows XP, soit le 28 août 2001. La clé est maintenant obsolète, car elle est mise en liste noire par Microsoft depuis août 2004, et les ordinateurs affectés affichent une alerte Windows Genuine Advantage lors de l'activation. Cette clé a été rendue célèbre en partie parce qu'elle figurait dans une image qui est devenue virale sur Internet avant le lancement de Windows XP au détail. Dans l'image, la clé était écrite sur un CD-R du système d'exploitation avec en arrière-plan une enseigne numérique de Microsoft affichant le nombre de jours restant avant la sortie de Windows XP.

### Serveurs de gestion de clés publics
Tout logiciel avec une clé valide peut s'authentifier sur n'importe quel serveur de gestion de clés. Les clés valides sont bien connues et documentées publiquement par Microsoft.
Les entreprises qui exploitent des serveurs de gestion de clés doivent les protéger adéquatement derrière des pare-feu afin qu'ils ne soient pas accessibles à partir d'Internet et servent à autoriser illégalement des clés par le grand public. L'exposition publique d'un serveur peut entraîner la révocation par Microsoft des clés autorisées par ce serveur, ce qui désactive tous les logiciels associés.
L'accès au serveur de gestion de clés à partir de l'extérieur du réseau de l'entreprise est nécessaire pour les utilisateurs qui sont loin du réseau de l'entreprise durant une longue période de temps, car l'activation d'un logiciel expire après six mois et un accès au serveur de gestion de clés est nécessaire pour réactiver le logiciel. Pour permettre la réactivation des logiciels, une entreprise peut rendre le serveur accessible via un réseau privé virtuel (VPN), accessible uniquement par ses employés autorisés.